# サテライトスタジオ

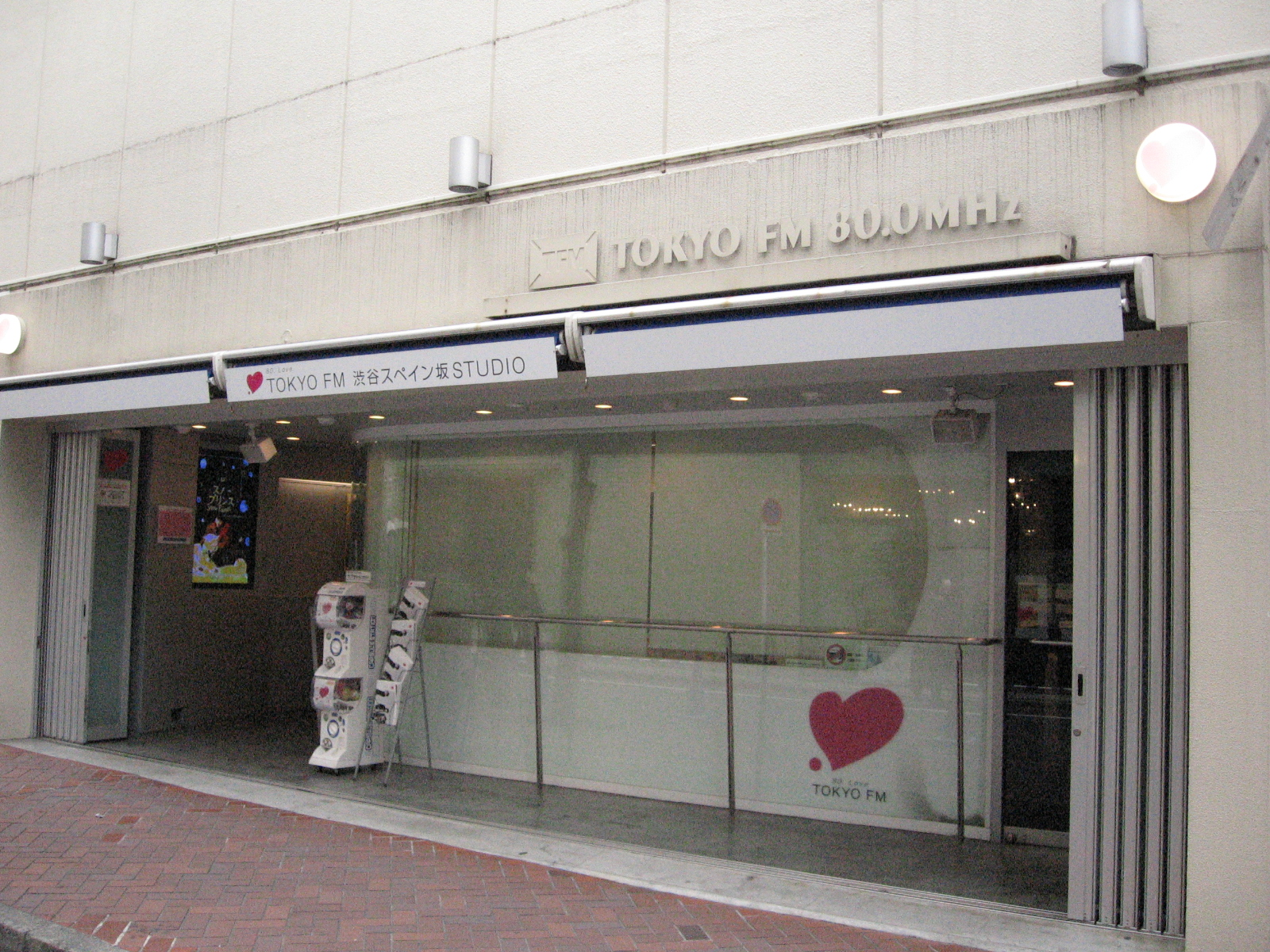
TOKYO FM渋谷スペイン坂スタジオ（東京都渋谷区宇田川町、2016年8月閉鎖）

サテライトスタジオ（英語：satellite studio）は、放送局の放送用スタジオのうち、演奏所以外の場所（街頭など）に設置される小さなものの一形態である。

## 概要
特に明確な定義はなく、放送局のスタジオのひとつとして扱われるものであるが、放送局の「サテライトスタジオ」とは、演奏所建物内または敷地以外の場所に設置したスタジオ、すなわちスタジオフロア及び調整室を併せたもので、その調整室が副調整室機能を有し、演奏所の主調整室と自営もしくは他の電気通信事業者の所有する有線もしくは無線の通信回線によって接続され、映像、音声、その他放送用データのやりとりができ、直接放送、すなわち生放送可能となっているものの一つを示す。なお、副調整室の設備が簡素化されていることがあり、CM送出指示（アンタイム制御）やテロップ操作などが行えない場合、補完として放送局側の副調整室（通称「受けサブ」・「リモートサブ」）を通す必要がある。
日本では期間限定設置の臨時スタジオと常設スタジオの両方がある。前者はあくまでも臨時のもの、すなわち中継放送のひとつとしての扱いになるが、後者で副調整室を持つものは放送局の放送システムとして放送局免許に関係する。テレビ、ラジオともに「サテライトスタジオ」と呼ばれるものがあるが、テレビドラマ撮影用など大規模な映像音声制作用スタジオは含めないことが多く、報道などの要求から演奏所外に設けられるスタジオ（日本では国会議事堂、地方議会場、道路交通情報センター、日本気象協会などに設けられるもの）などについても含めないことが多い。
つまり日本では、出演者によるトークやCDなどによる音楽再生が主体の小規模なラジオ放送用スタジオを、演奏所より離れた人通りの多い繁華街にある建物などに設け、基本的なラジオの生放送の様子（スタジオフロアの出演者や副調整室のスタッフの動きなど）を観客に見せる目的となっているものが「サテライトスタジオ」に該当する。多くのスタジオは観客の番組への参加は考慮しておらず、外部の騒音を遮断し、観客の立ち入りを防ぐためにガラス張りのセットとなっている。外部に対しては、放送音声を流すスピーカと、観客の声を拾うためのマイクロフォンを設置する程度である。ケーブルテレビが主力のアメリカでは、ローカルケーブルテレビ局の小規模な「テレビサテライトスタジオ」も相当数あるが、これも同様の構成である。
日本ではテレビ放送が始まってラジオが押され気味であった1962年に、ニッポン放送がアメリカでの成功例を参考に小田急百貨店新宿店内にラジオスタジオを開設して以来、日本各地に展開されている。

### オープンスタジオとの違い
オープンスタジオとは、下記のような目的に該当するものを指す。
- スタジオフロア部を視聴者、聴取者に対して直接公開することを前提とした「開放スタジオ」。これについては「外部の騒音を遮断するための防音ガラスなど」を設ける場合（具体的には日本テレビ本社内に設置されたマイスタジオや、同じく本社敷地内に設置されたゼロスタジオが該当する）と、防音ガラスなどを設置しない場合（あくまで臨時に設置されたもの。具体的にはテレビ神奈川が本社1階に設置し、平日昼の情報生番組で使用しているヨコハマNEWSハーバーなどが該当する）。
- 技術的には基本的なスタジオ構造を持たない、すなわち本来スタジオを設けることを目的としていない場所にスタジオフロアを設け、結果、映像や音声が外部と遮断されないスタジオフロアを持つスタジオのこと[2]。具体的には、日本テレビ報道局内に設置されている日テレNEWS24用スタジオや、TBSテレビ報道局内に設置されているTBSニュースバード用スタジオ、千葉テレビが平日朝の情報生番組用として本社ロビー内に半常設しているスタジオなどが該当する。

上記を簡単にまとめると、「放送局の本社社屋内や、本社社屋の敷地内に設置された、一部もしくは全部の壁面がガラス張りになっているスタジオ」は、サテライト（離れた場所にある）スタジオではなく、オープン（公開）スタジオということになる。

## 現在のサテライトスタジオ

### 北海道
- F STUDIO（北広島市・エスコンフィールドHOKKAIDO／AIR-G'）
- 釧路空港サテライトスタジオ（釧路市・釧路空港／FMくしろ）
- MID.α STUDIO（札幌市・COCONO SUSUKINO／道内各局、トリプルワンが設置）

### 青森県
- はっち放送スタジオ（八戸市・はっち1階／ビーエフエム、主に『びびすた』で使用）※2011年8月使用開始

### 岩手県
- さっこらスタジオ（盛岡市・肴町商店街振興組合事務所1階／エフエム岩手盛岡支局）
- さくらホールスタジオ（北上市・さくらホール内／エフエム岩手北上支局）
- メイプルサテライトスタジオ（奥州市・メイプル4階／奥州エフエム）
- 釜石支局サテライトスタジオ（釜石市・エフエム岩手釜石支局）※2011年4月使用開始
- カッパスタジオ（遠野市・エフエム岩手遠野支局）※2010年10月使用開始
- くんのこスタジオ（久慈市・やませ土風館多目的ホール内／エフエム岩手久慈支局）※2012年4月使用開始
- 月見坂スタジオ（平泉町／エフエム岩手平泉支局）※2012年4月使用開始
- 花の丘スタジオ（一戸町・イコオショッピングセンター内／エフエム岩手一戸支局）※2013年7月使用開始

### 宮城県
- Date fm 定禅寺通りスタジオ（仙台市・仙台パナソニックビル1階／エフエム仙台）
- エフエムいわぬま　サテライトスタジオ（岩沼市・岩沼駅東口）

### 秋田県
- 音響工房（秋田市中通・エリアなかいち、秋田市にぎわい交流館「AU」内／秋田放送ほか）

### 山形県
- カローラ山形南一番町店 特設サテライトスタジオ（山形市／山形放送）

### 福島県
- LIPSスタジオ（郡山市・ビッグアイ2階／ふくしまFM）
- ららスタ（いわき市・いわき・ら・ら・ミュウ2階／FMいわき）
- ラトブサテライト（いわき市・ラトブ1階／FMいわき）

### 茨城県
- COMBOX310 StudioCOMBOX（水戸市／FMぱるるん）※2006年4月開設
- iiasつくば サテライトスタジオ（つくば市／LuckyFM茨城放送）※2008年11月開設
- つくばセンタービルサテライトスタジオ「セン」（つくば市／ラヂオつくば）※2013年4月開設

### 群馬県
- 高崎駅東口サテライトスタジオ（高崎市・イーサイト高崎／ラジオ高崎）
- 2015年、JA佐波伊勢崎たまむら支店内にサテライトスタジオ開設

### 埼玉県
- STUDIO ARCHE（さいたま市大宮区・アルシェ5階／NACK5）

### 千葉県
- ユーカリスタジオ（佐倉市ユーカリが丘・ユーカリプラザ1階／bayfm）
- JUNNU BOOTH（千葉市・そごう千葉店別館オーロラモールジュンヌ1階／bayfm）

### 東京都
- CBC東京スタジオ（千代田区九段・千代田会館7階 中部日本放送東京支社内）
- ラジオ関西東京支社スタジオ（千代田区内幸町・日本プレスセンタービル）
- 千代田放送会館（千代田区紀尾井町／NHK放送センター）
- 兜町かぶSTATION（中央区日本橋兜町・リテラ・クレア証券／ラジオNIKKEI）
- 銀座スタジオ（中央区銀座・TOCOM SQUARE／ラジオNIKKEI, 夕方の『マーケットトレンド』で使用）
- NACK5 GINZA STUDIO（中央区銀座・西銀座デパート／NACK5, 『FAV FOUR』、『FUNKY FRIDAY』などの生放送番組のほか、同局番組収録でも多く使用）※公開スタジオではないため、スタジオの中の様子は見られない
- けやき坂スタジオ（港区・六本木ヒルズ／J-WAVE）
- DECKS TOKYO BAY STUDIO（港区台場・デックス東京ビーチ3階／ミュージックバードほか）
- MBS Tokyo Biz Studio（港区赤坂・赤坂Bizタワー28階 毎日放送東京支社内／MBSテレビ『ちちんぷいぷい』の東京からのコメンテーター出演の際はこのスタジオが使用される。またMBSラジオ『さんまのMBSヤングタウン』もここから生放送される）
- DHCシアタースタジオ（港区虎ノ門・DHCシアター）
- 日本テレビ麹町スタジオ（千代田区・日本テレビ放送網麹町分室）※旧本社内に生放送・収録兼用のGスタジオと収録用のKスタジオがあり、汐留本社のスタジオより規模が大きいことから観客を入れる番組や歌番組の歌謡部分を中心に使用
- みんなの広場ふれあいホール（渋谷区神南・NHK放送センター）※旧テントみんなの広場。なお、NHKスタジオパークは放送センターの建物内に設置されたオープンスタジオである。
- NHK@キャンパス（渋谷区神宮前・青山学院アスタジオ1階／NHK, 『ワンセグランチボックス』などで使用）
- NHKプラスクロスSHIBUYA（渋谷区・渋谷スクランブルスクエア東棟14階／NHK）
- SHIBUYA-FM NEW BALANCE STUDIO（渋谷区・渋谷マークシティ4階／SHIBUYA-FM(廃局)）
- ヒカリエデッキ ラジ公スタジオ（渋谷区・渋谷ヒカリエアーバンコア4階／渋谷のラジオ）
- STUDIO ViViD（渋谷区代々木・FM-FUJI東京支社内）
- スタジオアルタ（新宿区新宿・新宿アルタ7階／フジテレビジョン）
- 83.4 studio carrot（世田谷区三軒茶屋・キャロットタワー26階展望ロビー／エフエム世田谷）
- ネッツトヨタハブポート若林サテライトスタジオ（世田谷区若林／エフエム世田谷）
- 東京メディアシティ（世田谷区砧／国際放映）
  - TBS砧スタジオ (TBS)
  - レモンスタジオ（関西テレビ放送。関西テレビ以外の在阪局並びに在京局も使用）
- サンシャイン60屋内展望台スタジオ（正式名称なし、豊島区池袋／TOKYO FM, 『高柳明音（SKE48）の暗黙の了解』で使用）
- むさしのFMスタジオ（武蔵野市吉祥寺本町・武蔵野商工会館3階／エフエムむさしの）※1階の情報スペースで公開生放送を行う場合あり
- まちテナスタジオ（西東京市・田無駅／エフエム西東京）
- LuckyFM茨城放送東京本社 東京Lucky Studio（千代田区二番町／LuckyFM茨城放送）

### 神奈川県
- ラ チッタデッラ（川崎市川崎区／NHK横浜放送局・InterFM)
- ハマスタFM（横浜市中区・横浜スタジアム／ミニFM局）
- 大滝町サテライトスタジオ（横須賀市・三笠ビル商店街／横須賀エフエム放送）
- ビッグウェーブナパサ（平塚市・OSC湘南シティ／FM湘南ナパサ）
- 緑山スタジオ・シティ（横浜市青葉区／TBS）
- 生田スタジオ（川崎市多摩区／日本テレビ）
- サクラス戸塚スタジオ （横浜市戸塚区・サクラス戸塚／エフエム戸塚）
- スポーピアサテライトスタジオ （藤沢市・MrMAXスポーピアシラトリ／レディオ湘南）
- マリンFM石川町スタジオ （横浜市中区石川町・／横浜マリンエフエム）

### 新潟県
- 万代シテイサテライトスタジオ（新潟市中央区・ビルボードプレイス2 1階／FM-NIIGATA）
- 長岡サテライトスタジオ（長岡市・ドコモショップ長岡川崎店／FM-NIIGATA）
- メディアステーションbanana（新潟市中央区・新潟駅万代口待合室／新潟放送）※JR東日本新潟支社が新潟日報社・新潟放送と共同で企画した施設。待合室内にラジオ・テレビ兼用の放送ブースを設置。メディアシップスタジオ開設に伴い、サテライトスタジオとしての機能運用は2013年3月30日をもって終了したが、待合スペースやマルチビジョンなどについては引続き運用中
- LEXN STUDIO〔UXレクスタ〕（新潟市中央区・LEXN 2 1階／新潟テレビ21）
- メディアシップスタジオ (MEDIASHIP STUDIO) （新潟市中央区・新潟日報メディアシップ1階／新潟放送）※2013年4月より。ラジオとテレビの放送機能を持っている

### 山梨県
- スタジオ ラ・グーン（富士吉田市・富士急ハイランド／FM FUJI, 主に公開特別番組で使用）
- 酒折ステーションスタジオ（甲府市／エフエム甲府）

### 長野県
- 松本スタジオ（松本市／FM長野松本本社）
- 長野スタジオ（長野市／FM長野長野支社）

### 静岡県
- K-mix view-st. Shizuoka NOA（静岡市葵区・新静岡セノバ5階／静岡エフエム放送）
- エスパルスドリームプラザサテライトスタジオ（静岡市清水区／S-Wave）
- サテライトスタジオUD（静岡市／静岡エフエム放送）
- UP-ONスタジオ（浜松市中央区／FM Haro!）
- ポルテスタジオ（アプレシオステージ）（浜松市中央区・ビオラ田町横／FM Haro!）
- 空のSTUDIO（そらスタ）（浜松市中央区・浜松アクトタワー45階／FM Haro!）
- エフエム熱海湯河原サテライトスタジオ（熱海市田原本町）
- サテライトスタジオLISPA（駿東郡清水町・サントムーン柿田川／静岡放送）
- 伊豆ゲートウェイ函南 i-studio（田方郡函南町・道の駅伊豆ゲートウェイ函南／静岡エフエム放送）

### 愛知県
- プラザウェーブ21（名古屋市東区／NHK名古屋放送局）
- C'sスタジオ（名古屋市中区栄・大津通電気ビル／FM AICHI）
- 栄サテライトスタジオ（名古屋市中区栄・日本経済新聞社ビル1階／テレビ愛知）
- SUNSHINE STUDIO（名古屋市中区栄・サンシャイン栄2階）※かつて中京テレビ『優子がゼッタイ!』『SAKAE TA☆RO』などの公開収録が行われた
- ココラスタジオ（豊橋市・ココラフロント1階／エフエム豊橋・豊橋ケーブルネットワーク）

### 岐阜県
- スタジオマーサ（岐阜市・マーサ21／岐阜放送・エフエム岐阜）
- 柳ヶ瀬アネックス（岐阜市／岐阜放送）
- スタジオモレラ（本巣市・モレラ岐阜／岐阜放送）
- イオンモール大垣（大垣市／エフエム岐阜）

### 富山県
- FMとやまアーバンスタジオ（富山市・アーバンプレイス1階／富山エフエム放送）
- ラジオ・ミューサテライトスタジオ（魚津市・海の駅蜃気楼／新川コミュニティ放送）

### 石川県
- まちなかスタジオ（金沢市香林坊・香林坊ラモーダ3階／金沢ケーブル・エフエム石川・ラジオかなざわ）
- 野々市市情報交流館カメリア（野々市市／えふえむ・エヌ・ワン）

### 福井県
- FUTスクエア（福井市・福井工業大学福井キャンパス／福井街角放送）
- ラヂヲ横丁（越前市／たんなん夢レディオ）

### 滋賀県
- まちづくり役場サテライトスタジオ（長浜市／KBS京都・KBS滋賀）
- e-radio スタジオ77（大津市・Oh!Me大津テラス1階／エフエム滋賀）

### 大阪府

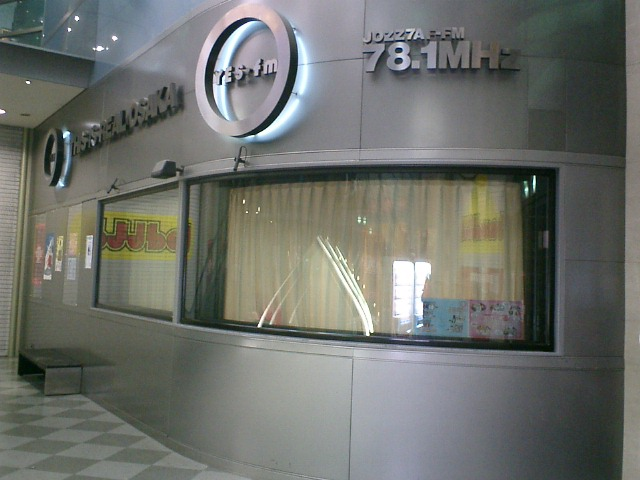
YES-fm 難波スタジオ
（大阪市中央区・NMB48劇場エントランス）

- BKプラザ（大阪市中央区／NHK大阪放送局）
- 関西アーバン銀行サテライトスタジオ（大阪市中央区・関西アーバン銀行本店／テレビ大阪）
- YES-fm 難波スタジオ（大阪市中央区・YES-NAMBAビル地下1階NMB48劇場（旧：baseよしもと）エントランス／エフエムちゅうおう）
- タワースタジオ（大阪市北区・タワーレコード梅田店／FM COCOLO）※元はFM OSAKAが「タワーステーション」として使用していた
- レビスタ大阪（大阪市北区・リテラクレア証券／ラジオNIKKEI）
- Be Happy789ハービス広場オープンスタジオ（大阪市北区・ハービスOSAKA地下1階ハービス広場／エフエム・キタ）
- ちゃやまちプラザ（ちゃプラステージ）（大阪市北区／MBSラジオ）
- エフエムひらかたサテライトスタジオ（枚方市・京阪枚方市駅／エフエムひらかた）
- よみうり文化センターホール（豊中市新千里東町／読売テレビ、『ワイドショー今』『2時のワイドショー』などの一般公開番組で使用）

### 兵庫県
- トア ステーション（神戸市中央区中山手／NHK神戸放送局）
- スタジオ・サルパ（神戸市中央区・ハーバーランド／ラジオ関西）
- FM GENKI サテライトスタジオ（姫路市・イーグレひめじ1階／姫路シティFM21 (FM GENKI)）
- FM宝塚 サテライトスタジオ（宝塚市・アピア／FM宝塚）

### 島根県
- 縁結び坂サテライトスタジオ（出雲市／エフエムいずも）

### 岡山県
- RSKらじお本舗（岡山市北区・岡山表町商店街　※一丁目寄りの二丁目入り口付近と、天満屋本店角地に有った。／RSK山陽放送）
- FMくらしき あいらぶstudio（倉敷市・三井アウトレットパーク 倉敷1階／FMくらしき）
- FM岡山Ario768（倉敷市・アリオ倉敷2階／岡山エフエム放送）
- haremach Studio（岡山市北区・イオンモール岡山1階／haremachTV）※同ショッピングモール独自のインターネット放送局のスタジオ及び配信マスターとして設置
- OHKまちなかスタジオ ミルン（岡山市北区・イオンモール岡山5階／岡山放送）※同社の本格的な番組制作機能を持つテレビスタジオとして設置され、6階には同社の報道・制作オフィス（ミルン）が置かれている

### 広島県
- エディオンスタジオ紙屋町（旧・ダイイチサテライトスタジオ→デオデオサテライトスタジオ）（広島市中区紙屋町・エディオン広島本店本館（旧・第一産業本店→ハイライフプラザ第一産業本店→ダイイチ本店→デオデオ本店）※旧店舗建物時代より存在。旧建物時代は2階。現建物になってからは当初は7階、のちに8階に移動。
- 紙屋町シャレオ iスタジオ（広島市中区・紙屋町シャレオ／広島FM放送）
- フタバ図書TERAサテライトスタジオ（安芸郡府中町・イオンモール広島府中ソレイユ内フタバ図書TERA／広島FM放送）
- サンモールYYYスタジオ（広島市中区・サンモール／広島FM放送）

### 山口県
- 0スタジオ（山口市小郡下郷・JR新山口駅構内／エフエム山口）

### 香川県
- 恋NAMIスタジオ（綾歌郡宇多津町・うたづ海ホタル／エフエムサン）

### 愛媛県
- エミスタ（伊予郡松前町・エミフルMASAKI／FM愛媛）

### 福岡県
- 天神きらめき通り FUKUOKA MEDIA STATION（福岡市中央区・岩田屋本店新館1階／キャナルエンターテイメントワークス）※旧・エフエム九州天神きらめき通りスタジオ。2004年春開設
- ソラリアパークサイドスタジオ（福岡市中央区・ソラリアプラザ／Love FM）
- 毎日新聞福岡本部スタジオ（福岡市中央区／RKB毎日放送）
- ベイサイドプレイス博多スタジオ（福岡市博多区・ベイサイドプレイス博多埠頭／CROSS FM）
- JR博多シティスタジオ（福岡市博多区・JR博多シティ3階／エフエム福岡）

### 長崎県
- KAMOMEスタジオ（長崎市・アミュプラザ長崎／エフエム長崎）

### 大分県
- サテライトスタジオ「サラン」（大分市・パークプレイス大分／エフエム大分・大分放送）

### 熊本県
- 鶴屋サテライトスタジオ（熊本市・鶴屋百貨店本館／熊本放送・エフエム熊本・熊本シティエフエム）
- 道の駅小国ゆうステーション（阿蘇郡小国町・道の駅小国／エフエム小国）

### 宮崎県
- イオン宮崎サテライトスタジオ（宮崎市・イオンモール宮崎／宮崎放送・エフエム宮崎）

### 鹿児島県
- リナシティかのや（鹿屋市／かのやコミュニティ放送）
- 末広市場ディ!放送所（奄美市／あまみエフエム ディ!ウェイヴ）

### 沖縄県
- NTT城間ビルスタジオ（旧・メディアステーション）（浦添市・NTT西日本沖縄支店／FM沖縄、『Now Tasty Time』で使用）※現在は非公開式になっているが、メディアステーション時代は『サザンステーション』でも使用していた。
- RBC宮古サテライトスタジオ（宮古島市／琉球放送、『宮古発・下地暁のわいわいワイドー』で使用）
- あやぱにモール内スタジオ（石垣市／ラジオ沖縄、『八重山からにぃふぁゆ』で使用）

### 日本国外
- J-WAVEイメージ・ワイキキ・スタジオ（アメリカ合衆国ハワイ州ホノルル・ワイキキ・ビーチウォーク／J-WAVE, 『Colors of Hawaii』で使用）
- SHIROKIYA Studio（ハワイ州ホノルル・アラモアナセンター／KZOO）

## 過去に存在したサテライトスタジオ

### 北海道
- 札幌テレビ放送サテライトスタジオ（札幌市中央区・さっぽろ地下街オーロラタウン／『ウイークエンドバラエティ 日高晤郎ショー』内のコーナー「サテスタ歌謡曲」などで使用）
- えき☆スタ（札幌市中央区・札幌駅／北海道文化放送、エフエム北海道）※使用期間は2003年3月 - 2009年3月。2009年7月閉鎖
- AIR-G' STUDIO iias（札幌市白石区・イーアス札幌）※2009年12月いっぱいで閉鎖
- FM NORTH WAVE新千歳空港サテライトスタジオ（千歳市・新千歳空港国内線ターミナルビル）※2012年夏ごろ閉鎖

### 青森県
- エスタシオン、いわとくパルコ、まちの駅はちのへ（八戸市／ビーエフエム）
- ハイローザサウンドカプセル（弘前市／青森放送）
- パサスタ（青森市新町・パサージュ広場／青森放送）

### 岩手県
- スタジオP-SAT（盛岡市・パルソビル／IBC岩手放送）
- kadaruスタジオ（盛岡市／エフエム岩手）※使用期間は2005年3月 - 2009年9月
- 公園通りスタジオ（盛岡市・川徳1階／エフエム岩手）※2008年3月閉鎖
- 大通りスタジオ（盛岡市・セントラルガーデンスクエア／ラヂオもりおか）※2009年9月閉鎖

### 宮城県
- エンドーチェーンサテライトスタジオ（仙台市青葉区中央・エンドーチェーン仙台駅前店1階／東北放送）
- 青葉通 HITACHI HITプラザ サテライトスタジオ（仙台市青葉区中央・青葉通プラザ1階／東北放送）
- CADスタジオ（仙台市青葉区中央・DAC CITY 丸光（現・さくら野百貨店）6階／エフエム仙台 (Date fm)）
- 弐萬圓堂サテライトスタジオ（仙台市青葉区中央・弐萬圓堂クリスロード本館2階／エフエム仙台）
- AERサテライトスタジオ（仙台市青葉区中央・アエル2階／エフエム仙台）
- S-PAL SQUARE（仙台市青葉区中央・エスパル1階／エフエム仙台）
- 東北三菱 一番町CARRO（仙台市青葉区一番町／エフエム仙台）
- Date Netzサテライトスタジオ（仙台市青葉区五橋・ネッツトヨタ仙台 五橋ショールーム2階／エフエム仙台・東北放送）
- 東北福祉大学キャンパススタジオ（仙台市青葉区国見／エフエム仙台）※2007年3月閉鎖

### 秋田県
- 協働社サテライトスタジオ（秋田市／秋田放送）※現在はベルドゥムール ランドマーク秋田が建つ
- 秋田フォーラスサテライトスタジオ（秋田市・秋田フォーラス6階／秋田コミュニティー放送）

### 山形県
- 山交ビルサテライト広場（山形市／山形放送）
- 山形トヨタ大野目営業所サテライトスタジオ（山形市／山形放送）

### 福島県
- コルニエツタヤ（福島市／ラジオ福島）※現在は店舗閉店
- 岩瀬牧場サテライトスタジオ（岩瀬郡鏡石町／ラジオ福島）

### 栃木県
- NHK宇都宮サテライトスタジオ（宇都宮市／NHK宇都宮放送局）
- アカシア サテライトスタジオ（宇都宮市・江野町広小路／栃木放送）
- オーディオ「サウンド」 サテライトスタジオ（宇都宮市・オリオン通り／栃木放送）
- ぶらんでーとTOBサテライトスタジオ（宇都宮市・東武宇都宮百貨店5階／栃木放送）
- ラミア・ステーションサテライトスタジオ（宇都宮市・国鉄宇都宮駅ビルラミア／栃木放送）

### 千葉県
- スタジオNOA（木更津市・海ほたるパーキングエリア／bayfm・InterFM）
- スタジオイクスピアリ（浦安市／bayfmほか）※2019年3月に閉鎖
- SKY GATE（成田市・成田国際空港第1ターミナル5階／bayfm・ラジオ成田）※2019年3月に閉鎖

### 東京都
- XEBEC Media Gallery（千代田区有楽町・ビックカメラ1階 / TOKYO FM・TOKYO MX）
- 有楽町Radio Town（千代田区有楽町・ビックカメラ2階／ニッポン放送）※有楽町本社の完成に伴い閉鎖
- 日比谷シャンテスタジオ（千代田区有楽町／TBSテレビ）※現在はTOHOシネマズシャンテ スクリーン3
- 秋葉原（千代田区外神田・シントクエコー1階／ニッポン放送）
- 銀座（中央区銀座・京都新聞銀座ビル7階 KBS京都東京支社内／KBS京都）
- 西銀座（中央区銀座・西銀座デパート／ニッポン放送）※現在は「宝くじチャンスセンター」の一部
- スタジオドリームメーカー（港区台場・メディアージュ6階／フジテレビ）
- TOKYO FM 日本橋越後屋スタジオ（中央区日本橋室町・三井第三別館内三井越後屋ステーション／TOKYO FM）
- TOKYO FM渋谷スペイン坂スタジオ（渋谷区宇田川町・渋谷パルコパート1 1階／TOKYO FM）※渋谷パルコ建て替えに伴い、2016年8月に閉鎖
- TOKYO FM Midtown Studio（港区六本木・東京ミッドタウンプラザ／TOKYO FM, 『コスモ ポップス ベスト10』などで使用）※2017年1月に閉鎖
- KDDI デザイニングスタジオ（渋谷区神宮前／放送局所有ではないがTOKYO FM系『SCHOOL OF LOCK!』で使用）
- 東京タワースタジオ（港区芝公園・東京タワー／フジテレビジョン）※現在の東京タワースタジオ（旧・芝公園スタジオ）とは別
- 浅草雷門（台東区浅草・常盤堂雷おこし本舗 雷門本店／ニッポン放送）
- TOKYO SKYTREE TOWN STUDIO（墨田区押上・東京ソラマチ／ジェー・プラネット、TOKYO MXや文化放送など各局が使用）　2012年から2021年頃まで　跡区画はサーティワンアイスクリーム東京スカイツリータウン・ソラマチ店
- 池袋（豊島区南池袋・西武百貨店池袋店／ニッポン放送）
- 新宿（新宿区西新宿・小田急百貨店新宿店／ニッポン放送）※1962年に開設された日本初のサテライトスタジオ
- タワーレコード新宿店、Flags店 （新宿区新宿／FM-FUJI）
- スタジオSOLA（新宿区西新宿・東京都庁第一本庁舎45階（北展望室）／文化放送・KBS京都）※使用期間は1999年12月 - 2002年3月
- 新宿ミロード（新宿区西新宿・新宿ミロード／FM-FUJI）
- NISHIAZABU-STUDIO（港区西麻布／FM FUJI, 『FEEL SO MUSE』で使用）
- STUDIO渋谷カタクリコ（渋谷区渋谷・渋谷地下街／TOKYO FM）
- J-WAVE SHIBUYA HMVスタジオ（渋谷区宇田川町・HMV渋谷店／J-WAVE）※使用期間は1998年10月 - 2009年9月
- WE2 STATION / WE3 STATION（世田谷区玉川・ナムコ・ワンダーエッグ2およびワンダーエッグ3／エフエム世田谷ほか）※運営は株式会社PRP
- KANEKOサテライトスタジオ（三鷹市下連雀・金子製作所（現・カネコ）本社ビル FRONT ROW 2階／エフエムむさしの）
- 読売テレビ多摩スタジオ（八王子市堀之内／読売テレビ）
- 東京アニメセンター・スタジオ（千代田区外神田・秋葉原UDX／放送局所有ではないが文化放送がアニラジ番組で使用）※ラジオ収録のない時はアフレコ体験に使われていた
- OTTAVA TENNOZ TMMT Studio（2020年11月に「OTTAVA TENNOZ WHAT CAFE Studio」に改称、品川区東品川・天王洲アイル／OTTAVA）
- 東海ラジオ東京スタジオ（千代田区内幸町・日比谷中日ビル4階 東海ラジオ放送旧東京支社内）※近くに日比谷公園があることから「日比谷スタジオ」とも呼ばれた。2020年12月31日閉鎖。
- TOKYO FM Ginza Sony Park Studio（中央区銀座・銀座ソニーパーク内／TOKYO FM） ※使用期間は2018年8月 - 2021年5月[3]
- ジェイコムまちだスタジオ（町田市原町田／J:COM 町田・川崎）

### 神奈川県
- モアーズスタジオ（川崎市川崎区・岡田屋モアーズ川崎店／ニッポン放送）
- スタジオロコ（横浜市西区・そごう横浜店／テレビ神奈川）
- みなとみらい21スタジオ（横浜市西区・そごう横浜店／テレビ神奈川）
- ミルキーウェイ（平塚市・梅屋本館／FM湘南ナパサ）

### 新潟県
- 大和新潟店（新潟市中央区・大和新潟店／新潟放送）※旧・本社スタジオ
- 小林百貨店（新潟市中央区・小林百貨店（現・新潟三越）／新潟放送）※1963年4月開設
- ジャスコ新潟店（新潟市西区・ジャスコ新潟店〔ジャスコL〕1階広場／新潟放送）※現在はフードコート
- ジャスコ新潟東店（新潟市東区・ジャスコ新潟東店〔ジャスコシティ新潟東〕／新潟放送）
- ジャスコ長岡店（長岡市・ジャスコ長岡店／新潟放送）
  - ジャスコのスタジオでは一部のテレビ番組の収録も行われた。現在もイオンモール新潟南、イオンモール新発田、アピタ新潟亀田店などから一部のラジオ生番組が放送されているが、いずれも常設の放送設備は置かず、スナッピーの中継機器を使用している。

### 長野県
- IVY STUDIO（長野市／FM長野）※使用期間は2002年 - 2010年

### 静岡県
- アップルプラザ（沼津市・富士急百貨店／静岡放送）
- 浜松西武・SBSサテライトスタジオ（浜松市中区［現・中央区］・西武百貨店浜松店1階／静岡放送）※現在はザザシティ浜松が建つ
- Via701サテライトスタジオ（三島市・本町ギャラリーホールVia701 1階／ボイス・キュー）
- フルーツハロー！音之栖スタジオ（浜松市北区［現・浜名区］）・はままつフルーツパーク時之栖／FM Haro!）※富士山GOGOエフエムとの2局ネット（一時期はボイス・キューを加えた3局ネット）で「THE・フルーツサンデー」を放送

### 愛知県
- 栄町サテライトスタジオ（名古屋市中区錦・栄町ビル名店街／東海ラジオ）※東海地方初のサテライトスタジオ。使用期間は1966年3月 - 1971年4月
- 松坂屋（名古屋市中区栄・松坂屋本店（現・名古屋店）南館 オルガン広場／中部日本放送 (CBC)）
- フィエラZIPコーナー（名古屋市中区栄・JETRO輸入車ショールーム／ZIP-FM）
- STUDIO LACHIC（名古屋市中区栄・ラシック／ZIP-FM）使用期間は2005年開業時 - 2022年12月29日
- 日産ギャラリー名古屋（名古屋市中区栄／東海ラジオ）
- CBCレインボースタジオ（名古屋市中区新栄・CBC会館1階／CBC, 『ばつぐんジョッキー』その他のラジオ生放送で使用）※1998年11月、新放送センタービルの完成に伴い閉鎖
- CBCフロントスタジオ（名古屋市中区新栄・CBC会館1階／CBC, 『ミックスパイください』その他のテレビ番組で使用）
- 雲竜フレックスビル（名古屋市中区新栄・焼肉店IMANAS亭／中京テレビ、『ラジオDEごめん』その他の深夜生番組で使用）
- 名鉄百貨店（名古屋市中村区名駅・名鉄百貨店／東海テレビ）※正式なサテライトスタジオではなく、中継専用施設を設けた上で『奥様こんにちは』の生放送を行った。全国初の試みであり、注目を集めた
- セブン館（名古屋市中村区名駅・名鉄百貨店セブン館（現・ヤマダ電機LABI名古屋）／東海ラジオ）
- ユニモール・サテライトスタジオ（名古屋市中村区名駅・ユニモール／東海ラジオ）※1980年代閉鎖。現在は館内放送用とプレイガイドとして運用中
- JRセントラルタワーズ（名古屋市中村区名駅・JRセントラルタワーズ／名古屋の民放ラジオ局が期間限定で共同設置）
- 名鉄レジャック（名古屋市中村区名駅南・名鉄レジャック／中京テレビ、公開バラエティ番組で使用）
- エスカスタジオ（名古屋市中村区椿町・エスカ地下街／CBC）
- 太陽サウンドオン（名古屋市北区瑠璃光町・太陽サウンドオンビル／東海ラジオ）
- 2005年日本国際博覧会長久手会場（愛知郡長久手町（現・長久手市）／NHK・東海テレビ・中京テレビ・CBC・メ〜テレ・テレビ愛知）※ラジオ局はメディアセンターにそれぞれブースを設置
- 東レシャンピア（名古屋市昭和区高辻、現・シャンピアポート／東海ラジオ）
- BAY STATION（名古屋市港区港町・名古屋港ガーデンふ頭・JETTYイースト／CBCラジオ）
- NTP-ark サテライトスタジオ（常滑市・イオンモール常滑 NTP-ark内 まちくるスペース／Radio NEO, 『MUSIC GARAGE from NTP-ark』で使用）
- メガワールド岡崎本館 特設サテライトスタジオ（岡崎市大樹寺／エフエム岡崎・エフエムとよた、『メガワールドTop Hits 10』で使用）※店舗閉鎖・解体。跡地は現在『HONDACars愛知中央』のショールーム

### 岐阜県
- メディアステーション（岐阜市・岐阜駅3階／岐阜放送・岐阜エフエム放送）
- 日本昭和村（美濃加茂市・日本昭和村／岐阜放送）

### 三重県
- 街の放送局えびすスタジオ（名張市鍛冶町／FMなばり）※2008年5月24日休止
- やなせスタジオ（名張市新町・旧細川邸やなせ宿 川蔵／FMなばり）※2011年3月31日閉鎖
- ADSホールサテライトスタジオ（名張市松崎町・旧名張市青少年センター／FMなばり）※2015年8月30日閉鎖

### 石川県
- Studio【ti:】（金沢市竪町／エフエム石川）※2009年3月閉鎖
- V10野々市サテライトスタジオ（野々市市／ラジオかなざわ）
- オーシャンサテライトスタジオ（河北郡内灘町／ラジオかなざわ）※夏季限定
- The MAT'S（小松市／ラジオこまつ）

### 福井県
- L-Sta（福井市・エルパ／福井エフエム放送）
- 駅前情報館（福井市・福井駅西口広場／福井街角放送）
- 100満ボルト福井南本店サテライトブース（福井市／福井街角放送）

### 滋賀県
- 明日都浜大津（大津市・明日都浜大津／KBS京都）※使用期間は1998年4月 - 1999年9月末

### 京都府
- 高島屋京都店サテライトスタジオ（京都市中京区・髙島屋京都店／KBS京都）
- 東映太秦映画村サテライトスタジオ（京都市右京区／KBS京都）
- 宮津シーサイドマートミップル（宮津市／α-STATION）※2016年7月閉鎖

### 大阪府
- ABCスカイスタジオ（大阪市北区大淀南・大阪タワー展望台2階／朝日放送、『おはよう朝日です』・ラジオ『ABCパノラマ大放送』などで使用）※使用期間は1979年 - 1997年。タワーは2010年に解体
- ABC日産ギャラリー（大阪市北区大淀南・ABCセンター1階／朝日放送）※ABCセンターは2010年に解体
- ABCエキスタ（大阪市北区梅田・アクティ大阪15・16階／朝日放送、『おはよう6』『わいわいサタデー』などで使用）※1997年4月30日閉鎖。現在は大丸梅田店
- OBCサテライトスタジオ（大阪市北区梅田・阪神百貨店／ラジオ大阪）
- MBSドーチカサテライトスタジオ（大阪市北区堂島・ドージマ地下センター／MBSラジオ）
- ラジオポートMBS（大阪市北区角田町・阪急グランドビル／MBSラジオ）
- 阪急ファイブ・オレンジルーム（大阪市北区角田町／関西テレビ、『誰がカバやねんロックンロールショー』で使用）
- 南街会館（大阪市中央区／MBSテレビ、MBS黎明期に『番頭はんと丁稚どん』などの公開番組で使用）
- ミリカホール（大阪府吹田市千里丘北／MBSテレビ・MBSラジオ、毎日放送千里丘放送センター内にあった公開スタジオ。MBSの数多くの番組の公開放送で使用された）
- MBSスタジオ in USJ（大阪市此花区桜島・ユニバーサル・スタジオ・ジャパン／MBSテレビ・MBSラジオ）
- パークス・ラジオ・パラダイス（通称：パラパラスタジオ）（大阪市浪速区・なんばパークス／MBSラジオ）
- 心斎橋パルコスタジオ（大阪市中央区心斎橋筋／ラジオ大阪・朝日放送、『カット・ジャパン1310』 (OBC)・『パルコ10円寄席』 (ABC)・漫才ブームのきっかけとなった「笑の会」イベントなどで使用）
- YTVオーディアム（大阪市阿倍野区・近映レジャービル「アポロ」6階／読売テレビ）※音楽関係のショールームやライブスタジオ・コンサートホールを備え、「笑の会」イベントにも使用された
- 千里セルシーホール（豊中市新千里東町／読売テレビ）※『プリン&キャッシーのテレビ・テレビ』で使用

### 兵庫県
- マリスタ（神戸市中央区・ハーバーランド／Kiss-FM KOBE）
- オパスタ（神戸市中央区・新神戸オーパ／Kiss-FM KOBE）
- Kiss-FM Studio@アメリカ村 MichelCube（大阪府大阪市心斎橋・アメリカ村／Kiss-FM KOBE）
- 城下町すたじお（姫路市／Kiss FM KOBE）
- グランフェスタ（姫路市駅前町・グランフェスタ／Kiss FM KOBE）※使用期間は2014年10月 - 2017年8月
- サンスタ（サンストークアベニュースタジオ（第3スタジオ））（豊岡市・サンストークアベニュー／FMジャングル）※使用期間は2013年7月 - 2016年8月
- さんちかサテライトスタジオ（神戸市中央区・三宮地下街／ラジオ関西）

### 岡山県
- トヨペットQサテライトスタジオ（岡山市北区本町・岡山トヨペット／山陽放送、岡山トヨペット提供の生放送番組で使用）※現在はQパーキングという有料駐車場
- 天満屋サテライトスタジオ（岡山市北区表町・天満屋岡山店1階／山陽放送）
- RNC天満屋葦川会館テレビスタジオ（岡山市北区表町・天満屋岡山店6階 葦川会館内／西日本放送）
- デオデオ倉敷本店サテライトスタジオ（倉敷市・デオデオ倉敷本店(現・エディオン)2階／FMくらしき）※使用期間は2008年9月 - 2012年4月

### 広島県
- 基町クレド（広島市中区基町・NTTクレド基町ビル／中国放送）※2004年8月1日をもって全てのサテライトスタジオを閉鎖
- 天満屋広島店8階サテライトスタジオ ※1970年代に存在。『サテスタ8&8』などで使用

### 徳島県
- NHK徳島放送局東新町サテライトスタジオ（徳島市・東新町商店街／NHK徳島放送局）

### 香川県
- RNCランちゃんスタジオ（高松市・高松サティ／西日本放送）
- FM81.5天満屋スタジオ（高松市・高松天満屋9階／FM81.5）※使用期間は2002年 - 2009年2月28日

### 愛媛県
- DoCoMoStudio（松山市大街道／南海放送・FM愛媛、『らくやのぉ』（南海放送）などで使用）※2008年6月閉鎖
- RNBお城下ど真ん中スタジオ（通称：ドマスタ）（松山市大街道・サンコーセントラルビル2階／南海放送、『らくやのぉ』で使用）※使用期間は2008年11月 - 2010年3月末。1階はサンクス銀天街入口店

### 福岡県
- KBC-INPAX 天神サテライトスタジオ（福岡市中央区天神／九州朝日放送）※1990年度から1992年度まで実施された“KBC-INPAX”の編成開始時に開設されたものだが、初年度（1990年度）限りの運用だった。
- JR博多駅GIGAスタジオ（福岡市博多区・JR博多駅／エフエム九州）※2003年春閉鎖
- GAYAスタジオ（天神イムズ8階／エフエム福岡）※使用期間は1989年 - 2010年3月末
- 六角堂サテライトスタジオ（久留米市／ドリームスエフエム）

### 佐賀県
- イオンショッピングタウン大和サテライトスタジオ（佐賀市・イオンモール佐賀大和／エフエム佐賀・NBCラジオ佐賀）
- 玉屋サテライトスタジオ（佐賀市・佐賀玉屋／エフエム佐賀）
- iスクエアビルサテライトスタジオ（佐賀市・iスクエアビル／NBCラジオ佐賀）

### 熊本県
- J-PIT（熊本市・びぶれす熊日会館エフエム熊本）
- サテスタQ（熊本市・鶴屋百貨店東館／熊本シティエフエム）

### 鹿児島県
- ミュージックスペースCROSS（鹿児島市・ミュージックスペースCROSS／エフエム鹿児島）
- ドリームタウンミスミ天文館店 （鹿児島市・ドリームタウンミスミ天文館店／南日本放送）※2004年閉鎖
- AMU STUDIO（鹿児島市・アミュプラザ鹿児島／エフエム鹿児島）※使用期間は2004年 - 2013年3月末

### 沖縄県
- ベスト電器那覇店RBCサテライトスタジオ（那覇市・ベスト電器那覇店／琉球放送）
- パレットくもじRBCサテライトスタジオ（那覇市・パレットくもじ／琉球放送）
- FMちゃたんサテライトスタジオ 北谷町・北谷町美浜メディアステーション／FMちゃたん）
- RBC八重山スタジオ（石垣市／琉球放送、『つちだきくおの八重山イノー通信』で使用）

## ギャラリー

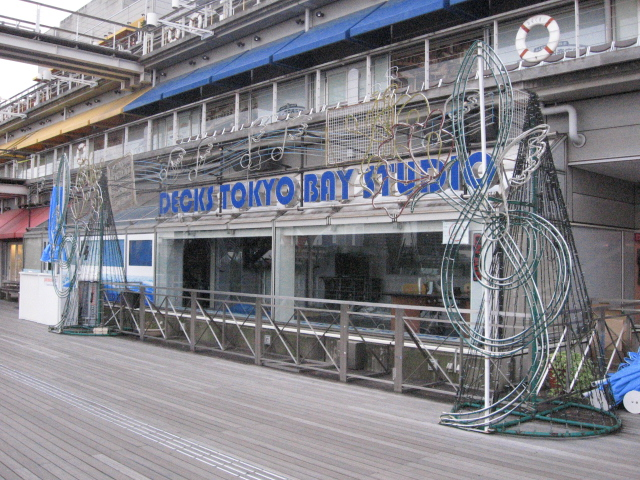
デックス東京ベイスタジオ（台場）
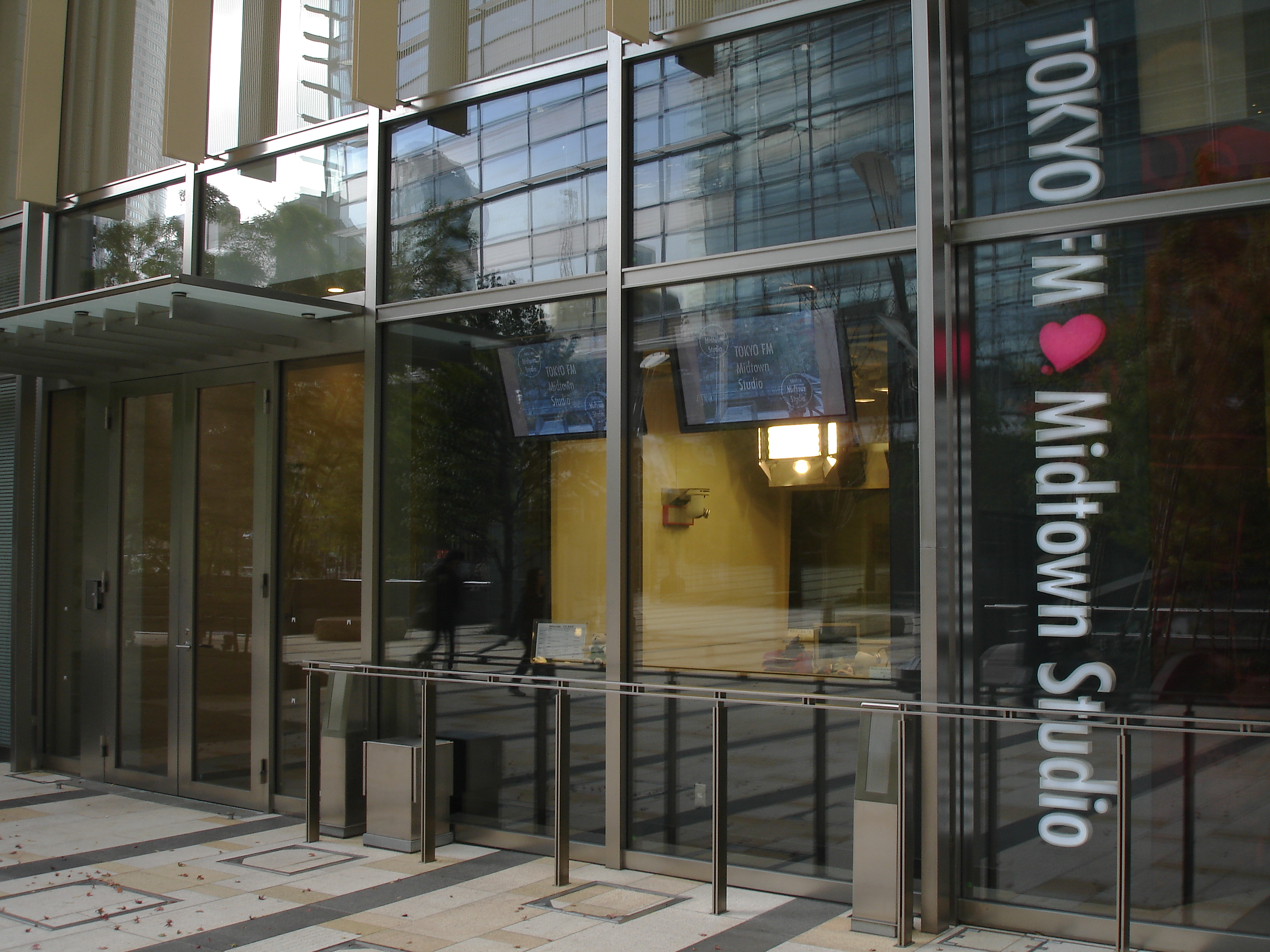
TOKYO FM Midtown Studio
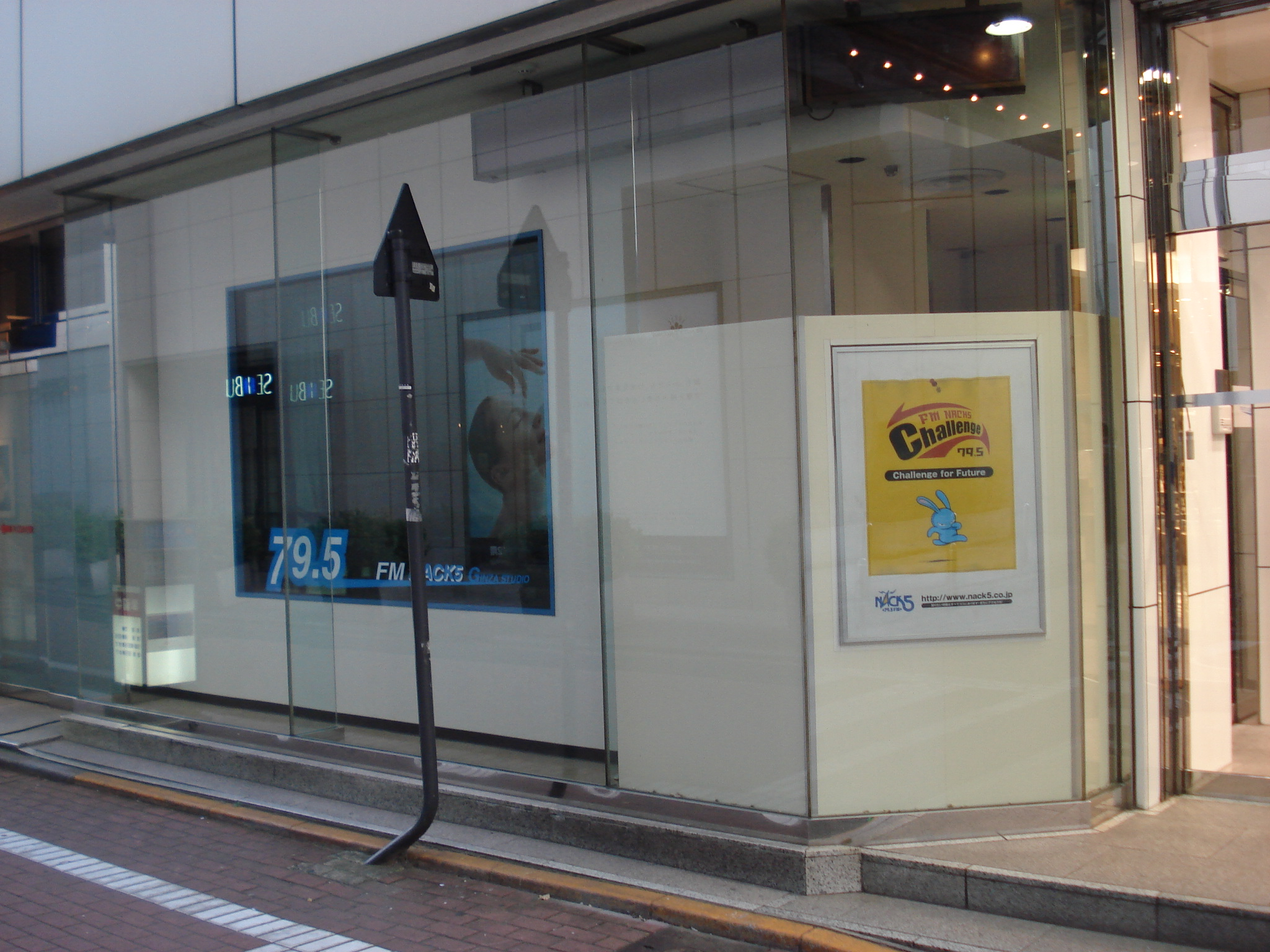
NACK5銀座スタジオ
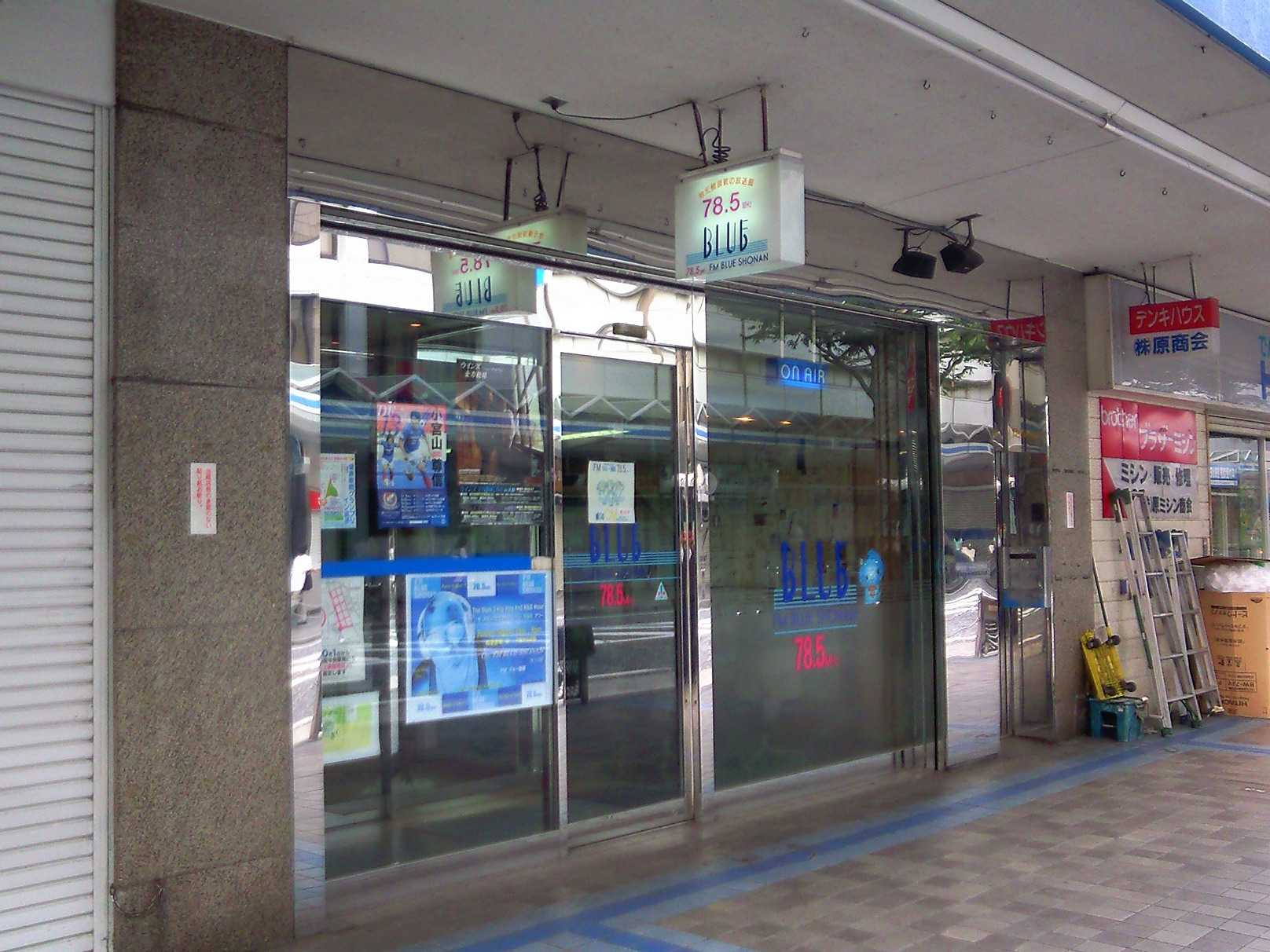
FM・ブルー湘南
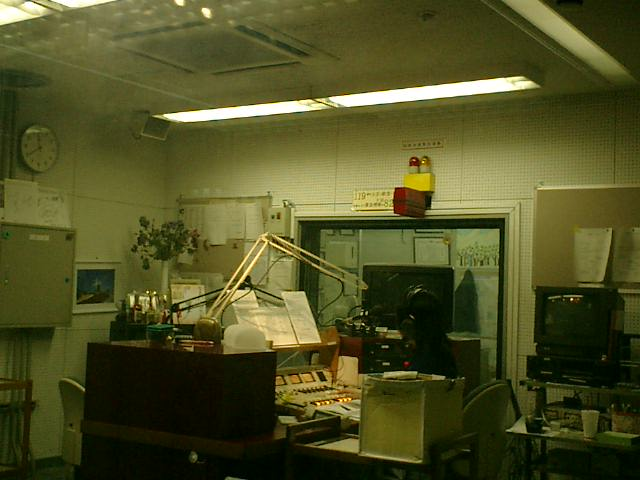
FM HANAKOのスタジオ風景
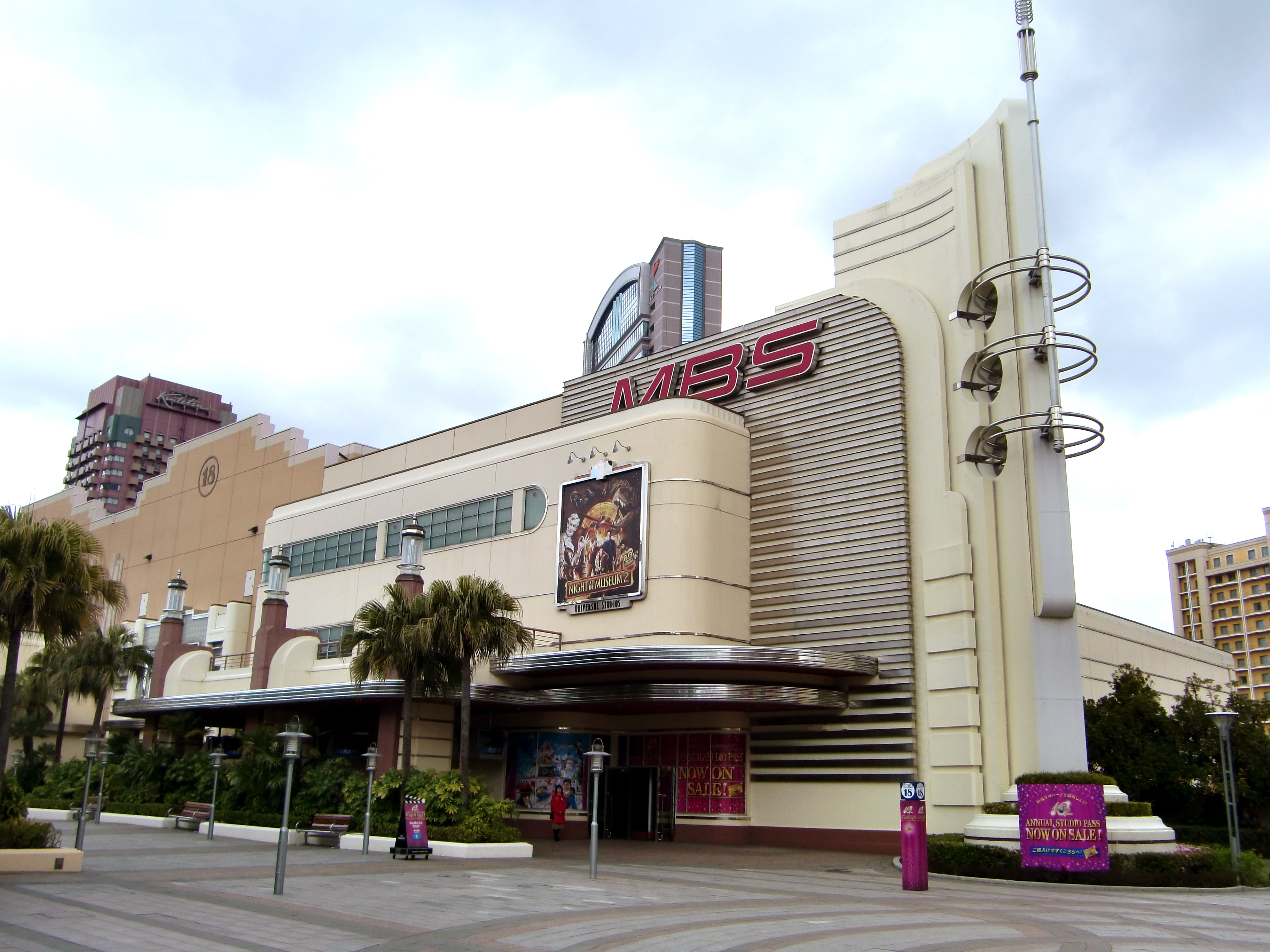
MBSスタジオ in USJ（ユニバーサルスタジオジャパン敷地内）
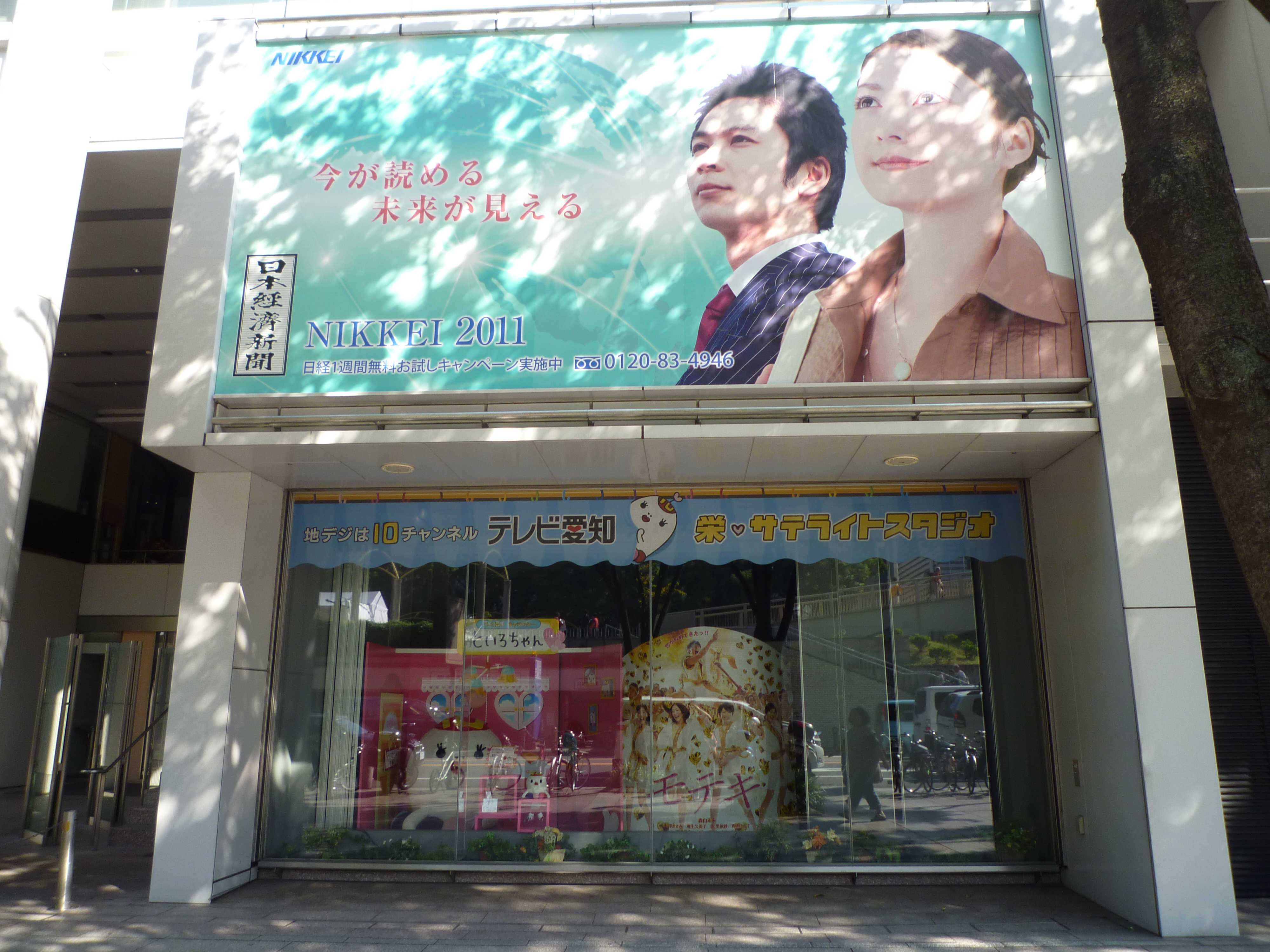
テレビ愛知栄サテライトスタジオ（日本経済新聞社名古屋支社ビル1階）
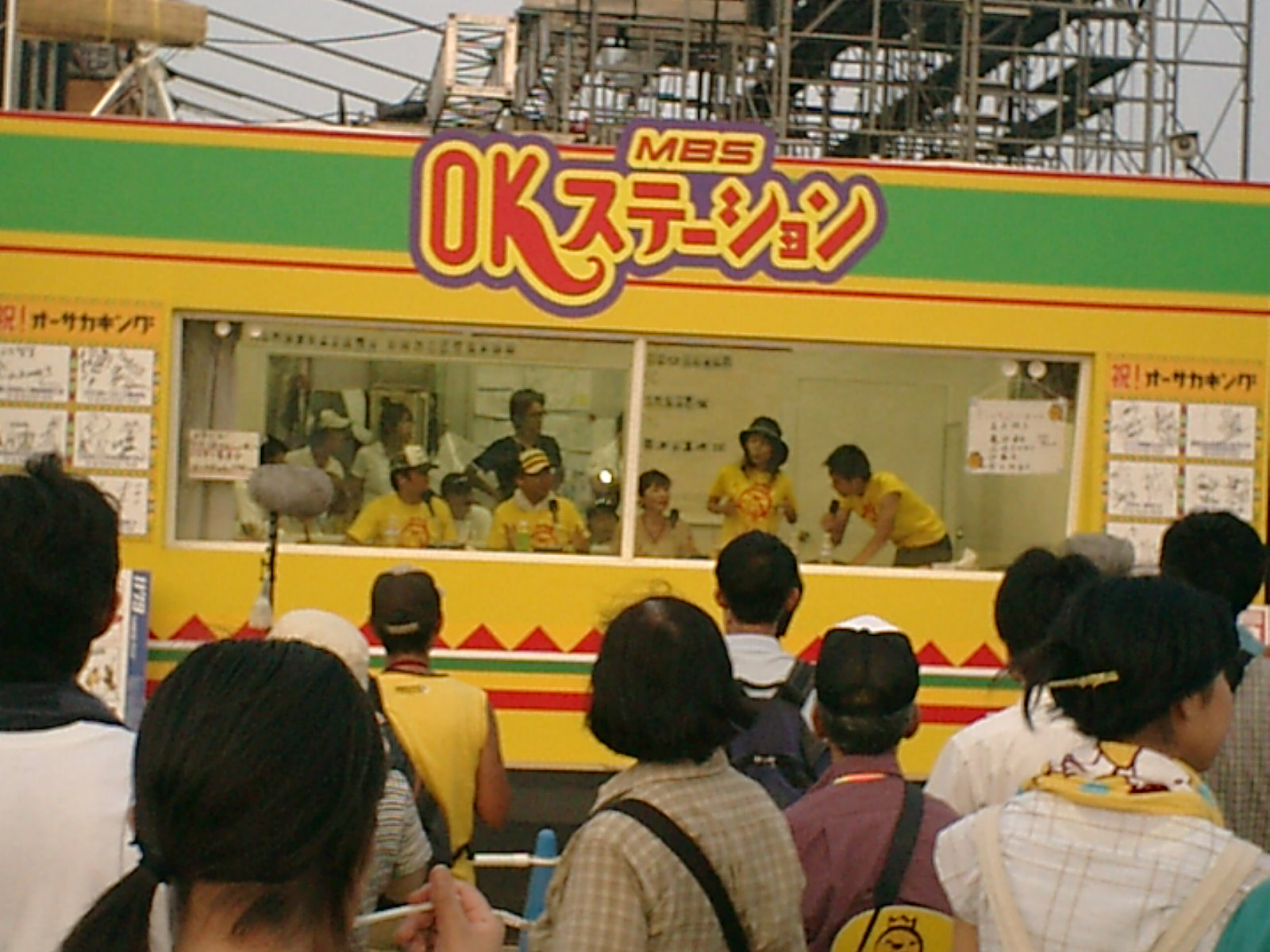
オーサカキング2006の特設サテライトスタジオ「OKステーション」（イベント会場のサテライトスタジオの例）
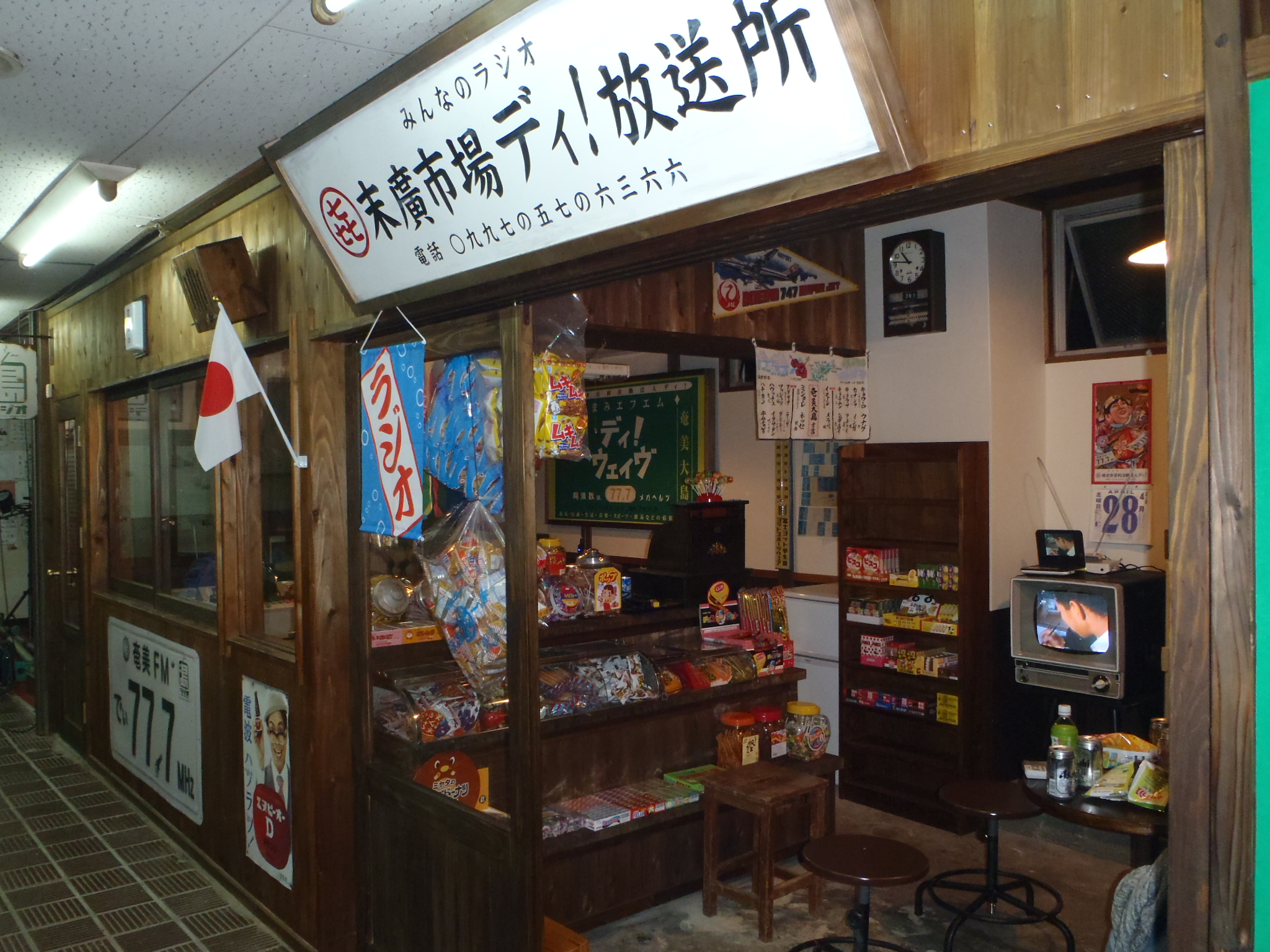
あまみエフエムサテライトスタジオ「末広市場ディ！放送所」（奄美市末広市場内）